# مذكرات أمونة (مسلسل)
مذكرات أمونة، مسلسل كوميدي كويتي. عرض في عام 2007، عرض على قناة الراي، يتحدث عن شخصية أمونة (الممثلة سعاد علي) وعائلتها.

## الفنانين المشاركين
- سعاد علي.
- لطيفة المجرن.
- عبد الرحمن العقل.
- هيا الشعيبي.
- نادية كرم.
- شهد.
- مسك.
- شوق.